# Milton Barón
Leónidas Milton Barón Hidalgo (Villa Serrano, Bolivia; 22 de abril de 1975) es un abogado y político boliviano que desde el 16 de agosto de 2018 hasta el 18 de enero de 2019 fue Presidente de la Cámara de Senadores de Bolivia. Desde el año 2015 al 2020 representó al departamento de Chuquisaca por el Movimiento al Socialismo.

## Biografía
Milton Barón nació el 22 de abril de 1975 en la localidad de Villa Serrano, en la provincia de Belisario Boeto del departamento de Chuquisaca. Comenzó sus estudios escolares en 1981, saliendo bachiller el año 1992.  
En 1993, continuo con sus estudios profesionales, ingresando a estudiar en la carrera de Derecho de la Universidad Mayor Real y Pontificia San Francisco Xavier de Chuquisaca, graduándose como abogado de profesión el año 2000. En su vida laboral, Miltón Baron se desempeñó como docente de esta universidad en la asignatura de Ciencia Política Estado Boliviano en la Carrera de Comunicación.
Barón fue presidente del Comité Cívico de Intereses de Chuquisaca (CODEINCA) durante los periodos 2011-2013 y 2013-2015, vicepresidente del Comité Impulsor para el Desarrollo de las provincias de Chuquisaca (CIDEPRO) y Director de CESSA (Compañía Eléctrica Sucre Sociedad Anónima).  
En 2014 fue proclamado como candidato a primer Senador en las listas del Movimiento al Socialismo.  
Fue el único legislador por Chuquisaca que votó a favor de la aprobación de la Ley 1054 de delimitación interdepartamental entre Chuquisaca y Santa Cruz, a pesar del conflicto por las reservas de gas de Incahuasi.
Tras la renuncia de su predecesor José Alberto Gonzáles, el 16 de agosto de 2018 asume la presidencia de la Cámara Alta de Bolivia, tras una votación en la que, de un total de 29 votos, obtuvo 22 a favor con los restantes 7 en blanco. 
Actualmente es el director Ejecutivo de la Dirección del Notariado Plurinacional de Bolivia.

| Predecesor: José Alberto Gonzales Samaniego | Presidente de la Cámara de Senadores de Bolivia 16 de agosto de 2018 - 18 de enero de 2019 | Sucesor: Adriana Salvatierra Arriaza |